# Eletrodinâmica quântica
A eletrodinâmica quântica (EDQ), é a teoria quântica de campo voltada para o estudo das interações entre a luz e a matéria, descrevendo matematicamente todos os fenômenos envolvendo partículas eletricamente carregadas interagindo por meio de troca de fótons, o que lhe permitiu ser a teoria onde o acordo total entre a mecânica quântica e a relatividade especial fosse alcançado. No entanto, estas partículas também estão sujeitas a forças não eletromagnéticas, ou seja, as interações de força forte e fraca.
De maneira direta, a EDQ pode ser explicada como uma forma muito precisa de calcular a probabilidade da quantidade, posição e movimento de partículas, mesmo aquelas sem massa, como a exemplo dos fótons. Dessa forma, a eletrodinâmica quântica não só é o arquétipo de todas as teorias de campo modernas, como também é de grande importância por si só, uma vez que fornece a base teórica para a física atômica.

## História

### Contextualização
Em sua maioria, os líderes nos desenvolvimentos fundamentais da eletrodinâmica quântica foram os mesmos físicos cujo foco em questões conceituais levou à mecânica quântica totalmente interpretada em 1927, sendo eles: Niels Bohr, Paul Dirac, Werner Heisenberg e Wolfgang Pauli. As deduções e análises desses 4 grandes nomes da física, por volta da década de 1930, tiveram forte impacto na problemática abrangente da eletrodinâmica quântica e sua reformulação projetada como uma teoria quântica de campo, ou seja, uma versão da teoria quântica consistente com relatividade especial e invariância de gauge que pudesse tratar sem divergências a interação entre fótons e elétrons, e que fosse extensível à força nuclear.

### Niels Bohr
Antes das contribuições de Max Planck e Albert Einstein para a análise da física para partículas subatômicas, os cientistas lidavam com sistemas físicos nos quais as representações usuais de espaço e tempo da física clássica eram consideradas confiáveis e, portanto, podiam ser extrapoladas para qualquer tipo de matéria em movimento, por exemplo, os elétrons se movem como bolas de bilhar e a luz se comporta de forma análoga às ondas de água, dessa forma, assumindo uma imagem visual abstraída de fenômenos que realmente testemunhamos no mundo das percepções sensoriais.

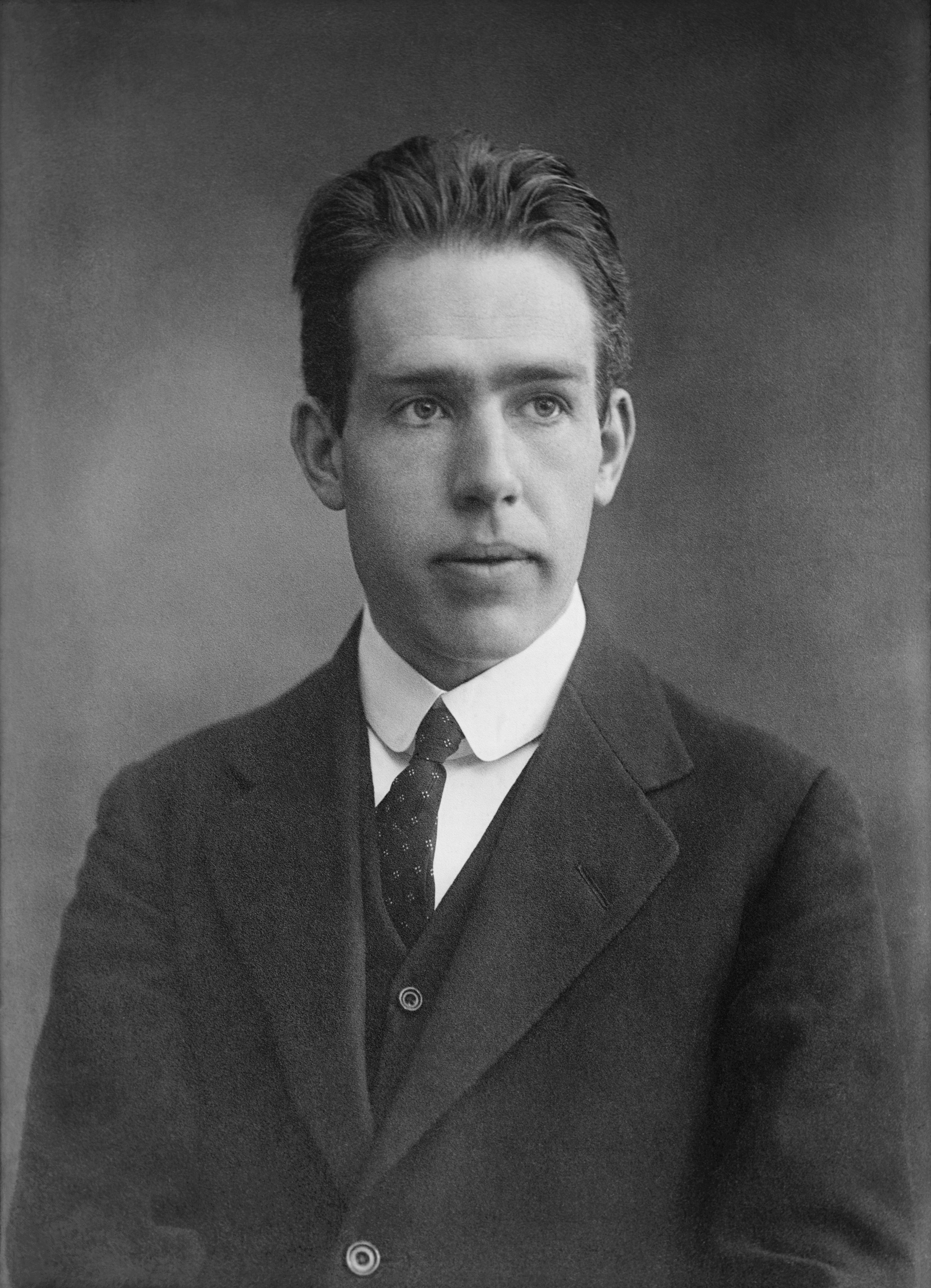
Físico Niels Bohr

Na primeira década do século XX, o consenso entre os físicos era de que seria encontrado um método para estender nossa intuição da física clássica para o domínio atômico. Eles acreditavam que as leis que regem o comportamento de átomos individuais não seriam estatísticas. Niels Bohr enfatizou que símbolos matemáticos da mecânica clássica permitiam a visualização do átomo como um minúsculo sistema copernicano. Embora leis adequadamente quantizadas da mecânica clássica sejam usadas para calcular as órbitas permitidas do elétron, ou estados estacionários, a mecânica clássica não pode descrever o elétron em trânsito. Em sua trajetória, o elétron orbital se comporta como o gato de Cheshire, pois o salto quântico, ou "descontinuidade essencial", não é possível de ser visualizado. Em contraste, a eletrodinâmica clássica não poderia explicar nenhuma característica da radiação emitida na transição. Em 1918, Bohr propôs um método para estender a eletrodinâmica clássica para o reino do átomo por meio do que ele chamaria, em 1920, de "princípio de correspondência".
Em 1923, a imagem de um átomo planetário estava começando a ser questionada. Além de sua falta de sucesso em lidar com átomos mais complexos que o hidrogênio, o problema da dispersão alterou drasticamente a teoria atômica de Bohr, visto que a resposta dos elétrons atômicos à luz incidente nem sempre poderia ser correlacionada com seu simples movimento em órbitas keplerianas. Nesse mesmo ano, Niels Bohr propôs que as "dificuldades fundamentais" enfrentadas por sua teoria tinham seu denominador comum no problema da interação da luz com os átomos, pois o ponto chave era conciliar as descontinuidades essenciais da física atômica com a continuidade inerente da eletrodinâmica clássica. Com isso, essas dificuldades juntas a outros fenômenos reforçaram a crença de Bohr de que uma descrição livre de contradições dos processos atômicos não poderia ser alcançada pelo uso de concepções emprestadas da eletrodinâmica clássica.
Em 1924, Bohr, Hendrik Kramers e John C. Slater forneceram uma maneira de evitar a interpretação do efeito Compton em termos de quanta de luz. Eles consideraram o efeito Compton da seguinte forma: Cada elétron iluminado no cristal alvo emite wavelets secundários coerentes que podem ser entendidos como o tipo usual de luz espalhada de um oscilador harmônico. Como consequência do campo de radiação virtual, o elétron espalhado tem uma probabilidade de ter momento em qualquer direção. Dessa forma, o efeito Compton pode ser entendido como um processo contínuo. Bohr considerou necessária uma versão tão radical de sua teoria para evitar a circunstância paradoxal de ter que lidar com uma entidade que pode ser simultaneamente onda e partícula.
Em 1925, com a refutação experimental da teoria de Bohr-Kramers-Slater, e com a possibilidade de que o quantum de luz pudesse ser real, Bohr renunciou relutantemente a "imagens intuitivas" de processos atômicos, ao mesmo tempo em que aceitou as leis de conservação para processos atômicos individuais.

### Werner Heisenberg, Wolfgang Pauli e Erwin Schroedinger

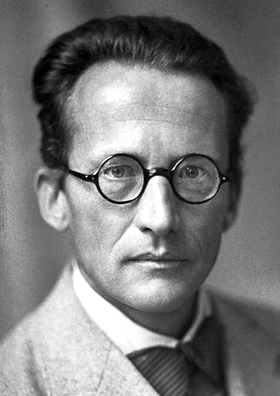
Físico Erwin Schroedinger (1933)

Após os estudos, análises e contribuições de Niels Bohr, é possível dizer que a representação de seu oscilador virtual foi central para a formulação de Heisenberg da nova mecânica quântica ou mecânica matricial em junho de 1925, baseada, exclusivamente, em relações entre grandezas que, em princípio, são empiricamente observáveis. Embora a renúncia à imagem de um elétron ligado tivesse sido um pré-requisito necessário para a invenção da nova mecânica quântica por Heisenberg, a falta de uma interpretação intuitiva era de grande preocupação para Bohr e Heisenberg. Essa preocupação emerge de seus trabalhos científicos do período 1925 a 1927.
Com a publicação, no início de 1926, da mecânica ondulatória de Erwin Schroedinger, a busca por algum tipo de visualização dos processos atômicos intensificou-se e tomou um rumo subjetivo na literatura científica publicada. Schroedinger, em 1926, escreveu que formulou a mecânica ondulatória porque sentia-se desencorajado por falta de visualização da mecânica quântica. Ele ofereceu uma representação visual baseada em uma intuição bastante focada no que testemunhamos sensorialmente por meio de processos atômicos que ocorrem sem descontinuidades, como fenômenos ondulatórios. Dessa forma, em meados de 1926, havia duas teorias atômicas aparentemente diferentes, a mecânica quântica de Heisenberg, que era baseada na teoria corpuscular e a mecânica ondulatória de Schroedinger baseada na matéria como ondas, em que seu aparato matemático familiar levou a um avanço calculista, e sua pretensão de restaurar a intuição habitual foi bem recebida por muitos físicos, incluindo Albert Einstein.

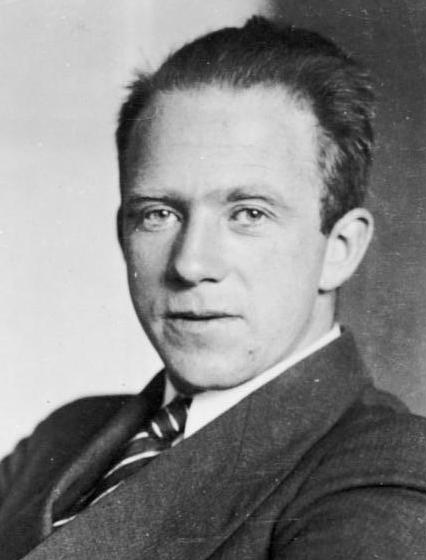
Físico Werner Heisenberg

Nessa situação, Heisenberg descobriu a forma de incluir a estatística de Bose-Einstein, que permite descrever um sistema quântico constituído de muitas partículas idênticas e calcular os valores médios das grandezas físicas, juntamente ao princípio de exclusão de Pauli, assim, a redução dos pesos estatísticos, ou número de estados possíveis, para um, deve-se à estatística de Bose-Einstein, e o fato de o estado adequado ser antissimétrico é devido ao princípio de exclusão de Pauli. A estatística restringe, também, o conceito de movimento do elétron porque, nesse caso, seria necessário falar do movimento ou da matriz que representa o movimento. E a partir dessa colocação, seria possível lidar com elementos matriciais para transições entre todos os sistemas de termos possíveis.
Num trabalho posterior intitulado "Mecânica Quântica", Heisenberg aproximou-se da explicação correta de que a redução dos pesos estatísticos de Bose-Einstein só é possível para partículas indistinguíveis, e, com os elétrons, essa equivalência existe naturalmente. Consequentemente, não há visualização clássica para a energia de troca. Sendo essa energia também capaz de explicar a estabilidade do átomo de hélio, um problema insolúvel na física atómica de Bohr, com os seus conceitos clássicos de visualização e intuição.

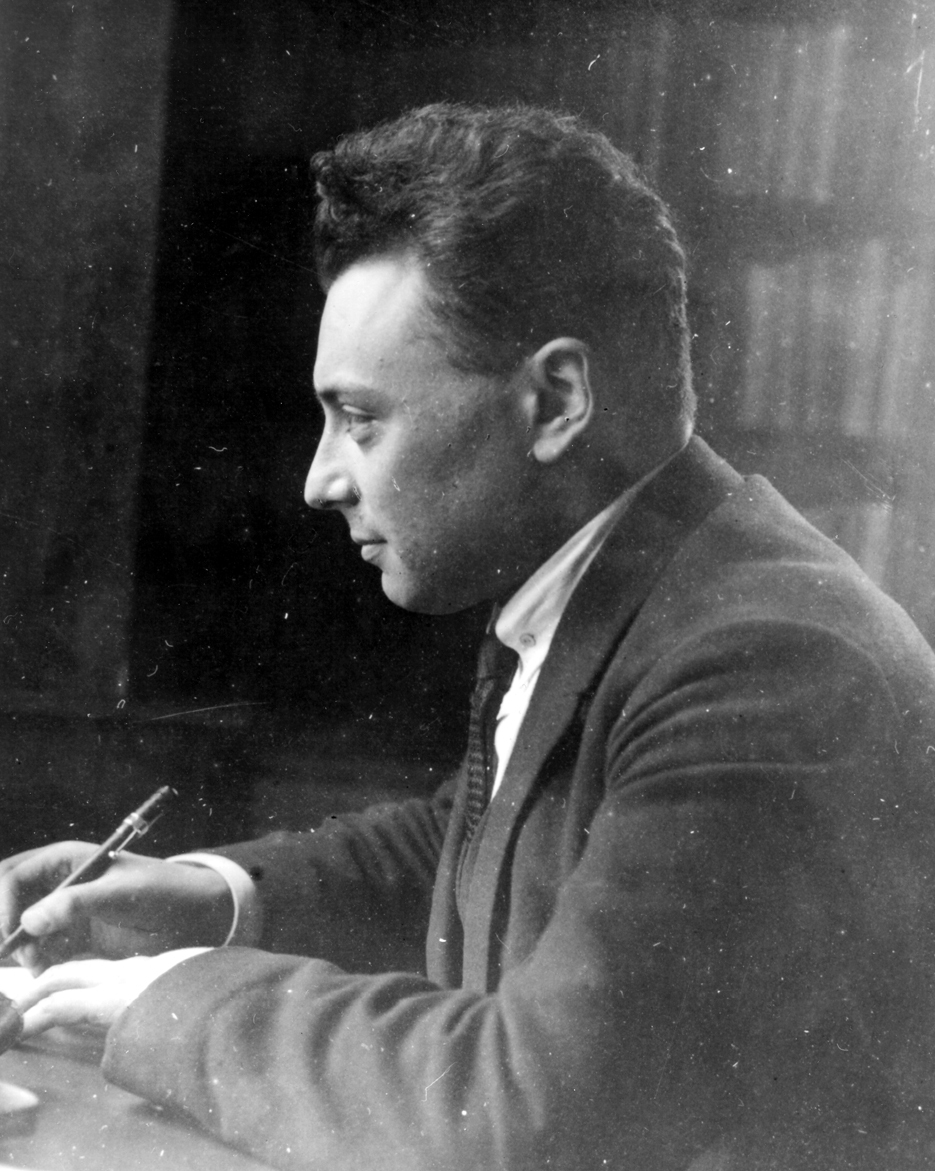
Físico Wolfgang Pauli

Durante a última parte de 1926 e a primavera de 1927, em Copenhaga, Bohr e Heisenberg lutaram para encontrar uma interpretação física da mecânica quântica. O artigo de revisão de Heisenberg de setembro de 1926, "Quantum Mechanics", permitiu aos leitores vislumbrar as suas lutas e traz um gancho para a investigação do próprio Heisenberg sobre eletrodinâmica quântica. Heisenberg sublinhou que a nossa visão não podia ser extrapolada para o domínio atômico, porque o elétron e o átomo não possuem qualquer grau de realidade física como os objetos da experiência cotidiana, assim, a investigação do tipo de realidade física que é própria dos elétrons e dos átomos é, precisamente, o tema da mecânica quântica. Na opinião de Heisenberg, os problemas fundamentais da mecânica quântica tinham passado para o domínio da filosofia.
Por fim, depois de repetidas advertências ao longo do artigo contra interpretações intuitivas da mecânica quântica, Heisenberg concluiu que houve um erro na sua imagem da estrutura da matéria para uma interpretação intuitiva livre de contradições das experiências.

### Paul Dirac
A teoria da transformação de Dirac, em 1926, forneceu o quadro matemático que faltava às tentativas de Heisenberg e Pauli de relacionar medições de variáveis canonicamente conjugadas. O ponto central do trabalho de Dirac foi que a amplitude da probabilidade de Born é a função de transformação entre diferentes representações, por exemplo, posição e energia.
Em 1927, Paul Dirac tornou-se uma figura conhecida na comunidade científica devido aos seus muitos trabalhos pioneiros. Nessa época, Dirac estava trabalhando na teoria quântica relativística dos elétrons. Embora a equação de Klein-Gordon já existisse naquela época, Dirac acreditava que o problema não havia sido resolvido, pois essa equação pode fornecer probabilidades negativas, que não podem ser explicadas pela interpretação probabilística da mecânica quântica.
Apenas em 1928, Dirac propôs a equação relativística que descreve os elétrons, a equação de Dirac, e descobriu a matriz 2x2 que descreve o spin independentemente do trabalho de Wolfgang Pauli. Esse feito levou Dirac a prever a existência da antipartícula do elétron, o pósitron. Os pósitrons foram confirmados em 1932 pela observação de raios cósmicos de Carl Anderson. Além disso, a equação de Dirac também permitia explicar o spin como um fenômeno relativístico.

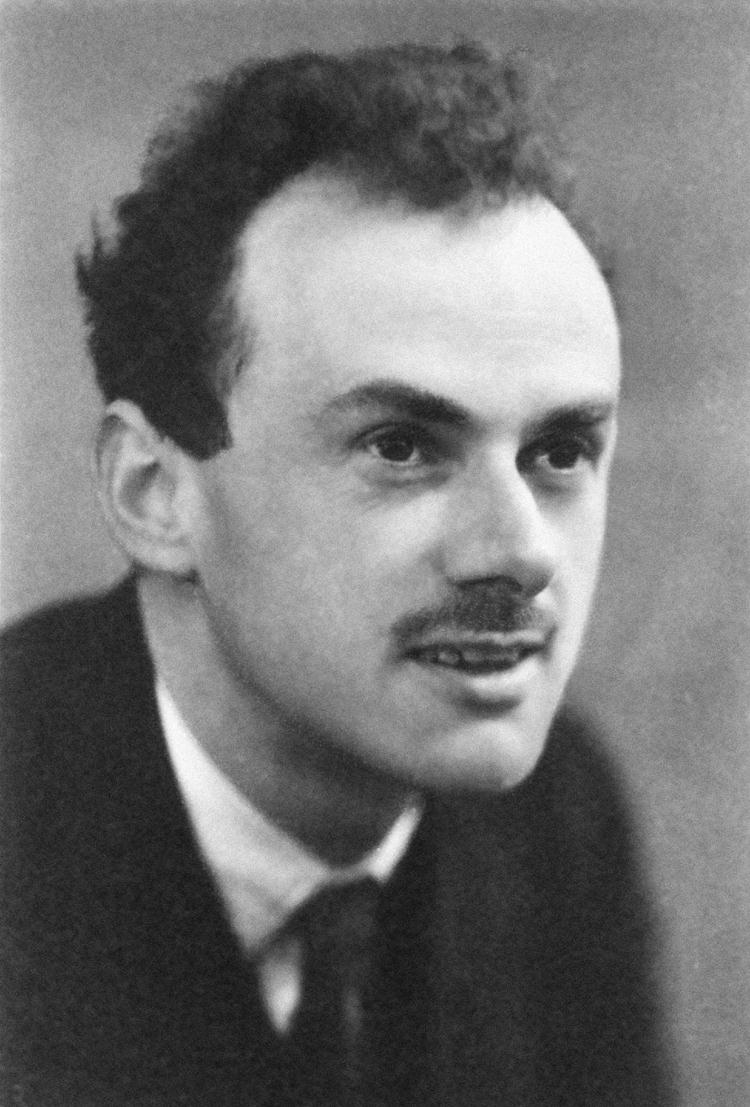
Físico Paul Dirac (1933)

Como a teoria do decaimento beta de Enrico Fermi, desenvolvida em 1934, envolve a destruição e criação de partículas, a equação de Dirac é interpretada como a equação de campo de qualquer partícula pontual com spin ħ/2, na qual o processo de quantização de campo inclui a lei comutativa inversa. Com isso, nesse mesmo ano, Heisenberg reinterpretou a equação de Dirac como a equação de campo para todas as partículas elementares, agora abrangendo os quarks e léptons, recebendo o nome de equação de campo de Dirac. Na física teórica, esta equação de campo ocupa a mesma posição central que a equação de Maxwell, a teoria de calibre de Yang-Mills e a equação de campo de Einstein. E, por meio de todas essas contribuições, Dirac é considerado o fundador da eletrodinâmica quântica e a primeira pessoa a usar o termo eletrodinâmica quântica.
Portanto, é possível afirmar que Paul Dirac fez muitas contribuições inovadoras à física. Os impactos de seus trabalhos permitiram a integração da mecânica matricial de Werner Heisenberg com a mecânica ondulatória de Erwin Schroedinger para desenvolver a estrutura matemática básica da mecânica quântica. A equação que leva seu nome, a equação de Dirac, permitiu que fosso possível descrever o comportamento físico dos férmions, explicar o spin das partículas e, principalmente, prever a existência de antipartículas. Além disso, ele também desempenhou um papel pioneiro na integral de caminho e na segunda quantização, estabelecendo uma base importante para o desenvolvimento posterior da eletrodinâmica quântica. 
No entanto, nos estudos subsequentes de Felix Bloch, Arnold Nordsieck e Victor Weisskopf, nos anos de 1937 e 1939, foram descobertos que tais cálculos só poderiam ser realizados em microescalas de primeira ordem para obter resultados confiáveis na teoria. Além disso, esse problema já havia sido apontado por Robert Oppenheimer já em 1930. Em ordens superiores, infinitos aparecem na sequência, tornando os cálculos completamente sem sentido, por conta disso os físicos tiveram muitas dúvidas se essa teoria era realmente consistente. Não havia resposta para esta questão na época, pois esse cenário parecia surgir porque a relatividade especial e a teoria quântica eram fundamentalmente incompatíveis. 

### Shinichirō Tomonaga, Julian Schwinger e Richard Feynman

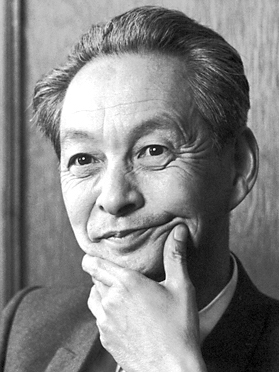
Físico Shinichirō Tomonaga

As dificuldades dessas teorias continuaram até o final da década de 1940, quando o avanço da tecnologia de micro-ondas permitiu aos físicos medir com mais precisão a transferência do nível de energia dos átomos de hidrogênio, que é hoje conhecido como deslocamento de Lamb e o momento magnético eletrônico. Estas experiências revelaram claramente diferenças que as teorias da época não conseguiam explicar. O possível ponto de avanço foi proposto pela primeira vez em 1940 quando Hans Bethe desenvolveu suas teorias sobre as propriedades atômicas.
Com base nas intuições trabalhadas por Bathe, Shinichiro Tomonaga, Julian Schwinger, Richard Feynman e Freeman Dyson publicaram uma série de artigos básicos sobre eletrodinâmica quântica e notaram o surgimento uma expressão completamente covariante que finalmente tornou finita a sequência de perturbação da eletrodinâmica quântica de qualquer ordem. Por suas contribuições nesta área, Shinichiro Tomonaga, Julian Schwinger e Richard Feynman ganharam conjuntamente o Prêmio Nobel de Física de 1965. A contribuição dos três, assim como a de Freeman Dyson, é a formulação covariante e invariante de calibre da eletrodinâmica quântica, que permite aos físicos calcularem quantidades consideráveis em sequências de perturbação de qualquer ordem. As técnicas matemáticas de Feynman, baseadas em diagramas criados por ele mesmo, pareciam muito diferentes dos métodos de resolução de problemas de Schwinger e Tomonaga, baseados na teoria de campo e em operadores. Mais tarde, porém, Freeman Dyson provou que esses dois métodos são na verdade iguais. A EDQ precisa dar significado físico a certas divergências na teoria por meio da integração e essa necessidade é a renormalização, que se tornou a base da teoria quântica de campos e mais tarde se tornou um critério para determinar se uma teoria pode ser aceita. Embora a utilidade computacional da renormalização seja surpreendentemente boa, Feynman nunca esteve totalmente confiante em sua validade matemática, chegando até a considerar a renormalização de uma espécie de "truque".

## Contribuições de Feynman

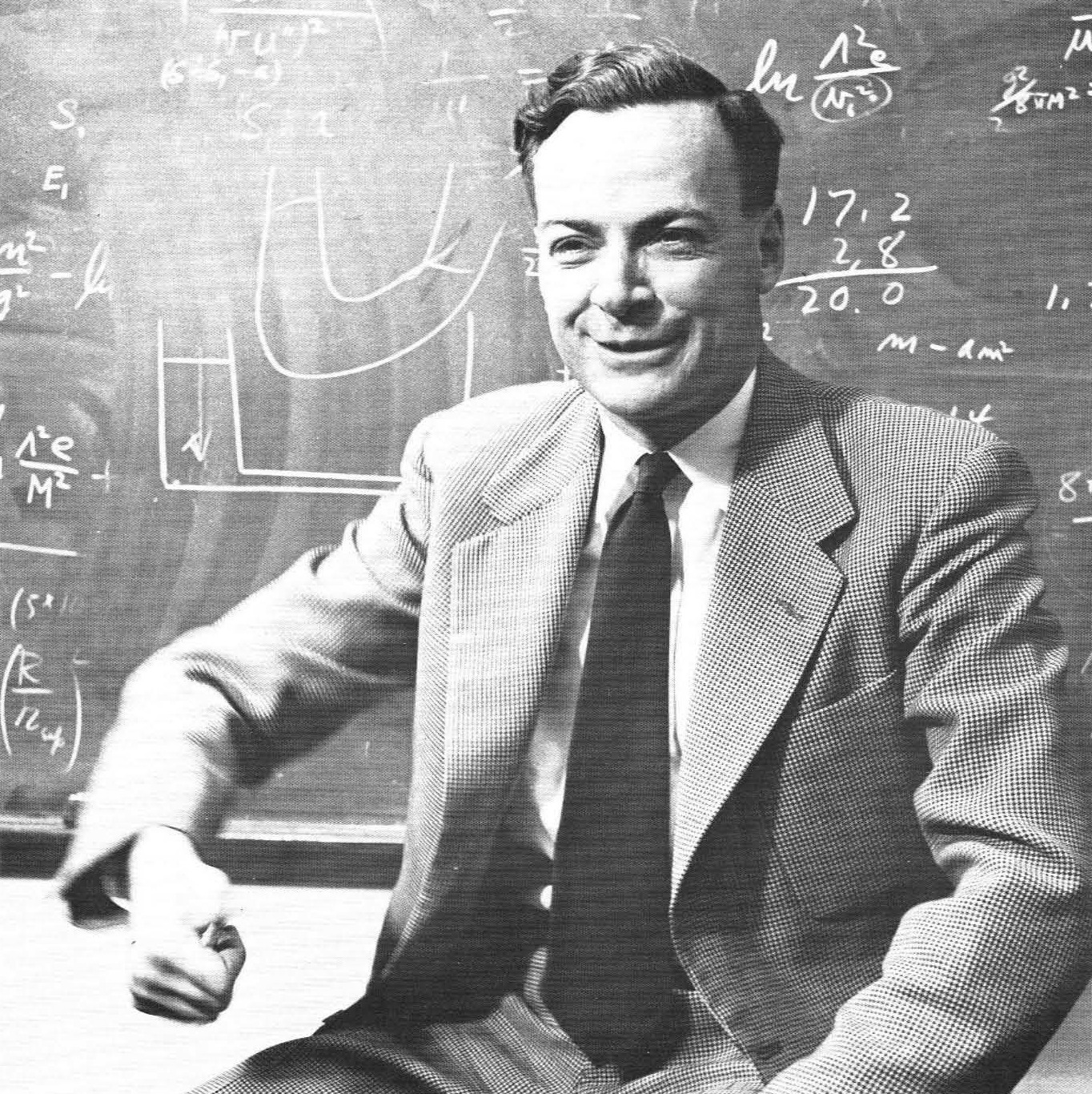
Físico Richard Feynman

É possível considerar que a maior contribuição de Richard Feynman à física foi o desenvolvimento da eletrodinâmica quântica. Entretanto, outro fator bastante relevante na sua contribuição ao estudo e análise de partículas é a criação de seus diagramas, pois a partir deles, a física teve um grande avanço em cálculos que antes não eram possíveis. Os diagramas de Feynman não são apenas uma ferramenta auxiliar para simplificar os cálculos matemáticos na eletrodinâmica quântica, mas também possibilitam uma melhor compreensão dos fenômenos, embora não devam ser interpretados com uma representação do processo físico de fato.
Feynman introduziu os diagramas em 1948, onde a interação das partículas subatômicas era complexa e difícil de entender, dessa forma seus diagramas forneciam uma visualização mais simples do que por meio de uma fórmula misteriosa e abstrata. De acordo com David Kaiser, "Desde meados do século XX, os físicos teóricos têm recorrido cada vez mais a esta ferramenta para ajudá-los a realizar cálculos críticos. Assim, os diagramas de Feynman revolucionaram quase todos os aspectos da física teórica."

### Interpretação dos diagramas
O diagrama de Feynman é uma representação gráfica usada para descrever todos os fenômenos eletromagnéticos. Foi criada pelo físico norte-americano Richard Feynman no final da década de 1940. O objetivo dos diagramas foi inicialmente simplificar cálculos na eletrodinâmica quântica, em que a interação eletromagnética é descrita como a troca de fótons virtuais entre partículas carregadas. Entretanto, atualmente, os diagramas de Feynman não são usados apenas na EDQ, mas também tendo sido adotados e adaptados por outras áreas da física, como na física do estado sólido para resolução de problemas de muitos corpos, em física nuclear, mecânica estatística e especialmente na cromodinâmica quântica (CDQ).

Troca de fótons virtuais entre elétrons

Feynman apresentou seus diagramas pela primeira vez em um encontro exclusivo no Pocono Manor Inn, na Pensilvânia, em 1948. Nesse evento, 28 cientistas teóricos se reuniram por alguns dias para discussões acerca de suas áreas de pesquisa, a maioria preocupados com os problemas que a EDQ apresentava na época. Um dos principais problemas era o fato de que os cálculos da EDQ levavam a valores infinitos de grandezas que precisam ser finitas para ter significado físico. Em um de seus primeiros exemplos, Feynman considerou o problema do espalhamento elétron-elétron. Ele desenhou um diagrama simples no quadro, similar ao que ele reproduziu em seu primeiro artigo sobre as técnicas diagramáticas.
Na construção dos diagramas de Feynman, as partículas são representadas pelas linhas do diagrama, que podem ser onduladas ou retas, e podendo conter ou não setas indicando seu sentido, dependendo do tipo de partícula. O ponto onde essas linhas se conectam é chamada de vértice, e é nesse momento que há a interação: emitindo ou absorvendo novas partículas, desviando-se umas das outras ou mudando de tipo.
Os principais componentes da apresentação da EDQ de Feynman são três ações básicas. Essas ações são representadas pelos três elementos básicos dos diagramas: uma linha ondulada para o fóton, uma linha reta para o elétron e uma junção de duas linhas retas e uma linha ondulada para um vértice que representa a emissão ou absorção de um fóton por um elétron.

Emissão de um fóton por um elétron: {\displaystyle e^{-}\to e^{-}+\gamma }
Absorção de um fóton por um elétron: {\displaystyle e^{-}+\gamma \to e^{-}}
Emissão de um fóton por um pósitron: {\displaystyle e^{+}\to e^{+}+\gamma }
Absorção de um fóton por um pósitron: {\displaystyle e^{+}+\gamma \to e^{+}}
Um fóton gerando um elétron e um pósitron: {\displaystyle \gamma \to e^{-}+e^{+}}

Outra característica dos diagramas de Feynman é que linhas que começam e terminam no diagrama são partículas virtuais, que não são observadas em laboratório. As partículas virtuais não precisam ter a mesma massa que sua partícula real correspondente. Cada vértice deve conservar a carga, número bariônico, número leptônico, energia e momento, mas não a massa. A interação básica, portanto, aparece em um diagrama de Feynman como um "vértice", ou seja, uma junção de três linhas, sendo que apenas as linhas que entram e saem do diagrama representam partículas observáveis, que tem massa própria.

### Probabilidades

Cálculo da trajetória da luz representada por Richard Feynman.

De modo análogo à eletrodinâmica clássica, é possível também descrever os principais aspectos dos fenômenos ópticos com base em um princípio semelhante ao de Fermat. No entanto, contrariamente à óptica geométrica, admite-se que o fóton se propaga de um lugar a outro por qualquer caminho concebível e com qualquer velocidade, maior ou menor que a velocidade da luz.
Essa hipótese é a base da chamada formulação da Integral de Caminho da mecânica quântica, estabelecida por Richard Feynman, em 1948. De acordo com a interpretação probabilística da teoria quântica, a cada um dos caminhos concebíveis para o fóton ir de um lugar a outro, associam-se quantidades complexas, análogas as funções de onda da eletrodinâmica clássica, chamadas amplitudes de probabilidade, de tal modo que a chance de ocorrência de uma dada possibilidade é proporcional ao quadrado do módulo da amplitude correspondente.
Tanto a velocidade da luz no vácuo, como a propagação retilínea entre dois pontos do espaço, resultam da soma das amplitudes de probabilidades associadas a cada possível caminho. Para pontos tais que a distância entre eles é muito maior que o comprimento de onda da luz, somente caminhos próximos a trajetória retilínea, nos quais a velocidade do fóton é praticamente a velocidade da luz, contribuem construtivamente para a soma das amplitudes. As contribuições de todos os outros caminhos praticamente se cancelam. Ou seja, em primeira aproximação, a luz obedece ao princípio do tempo mínimo de Fermat.

### Elementos dos diagramas
Para calcular a probabilidade de um processo de espalhamento relativístico, é necessário determinar a chamada amplitude de espalhamento invariante de Lorentz, {\displaystyle {\mathcal {M}}}, que conecta um estado inicial, {\displaystyle \psi _{i}}, caracterizado por um conjunto de partículas que possuem momentos bem definidos, a um estado final, {\displaystyle \psi _{f}}, contendo outras partículas (na maioria das vezes diferentes) que também possuem momentos bem definidos.
Para fazer uso da técnica gráfica criada por Feynman é importante saber que cada diagrama de Feynman representa uma contribuição para {\displaystyle {\mathcal {M}}}. Isto significa que cada diagrama representa uma função complexa escrita em termos dos momentos externos. Ou seja, os diagramas fornecem um maneira pictórica de representar as contribuições para a amplitude {\displaystyle {\mathcal {M}}}. Uma vez determinada uma amplitude é possível calcular grandezas física mensuráveis como a seção de choque diferencial, assim, o diferencial dessa seção efetiva será uma função do módulo quadrático da amplitude de espalhamento:
{\displaystyle \mathrm {d} \sigma ={\frac {1}{E^{2}}}\,|{\mathcal {M}}|^{2}\mathrm {d} \Omega }
As regras de Feynman que traduzem diretamente um diagrama em uma contribuição de {\displaystyle {\mathcal {M}}}, correspondem um fator algébrico a cada elemento e o produto desses fatores dá o valor dessa contribuição (a soma das contribuições dá um valor aproximado de {\displaystyle {\mathcal {M}}}.
Para a manipulação das fórmulas algébricas, é preciso utilizar o sistema de unidades naturais onde a constante de Planck reduzida ({\displaystyle \hbar }) e a velocidade da luz ({\displaystyle c}) são as unidades, ficando assim: {\displaystyle \hbar =c=1}.
Dessa forma, as Regras de Feynman para o cálculo {\displaystyle -i{\mathcal {M}}} na eletrodinâmica quântica será:
| Categoria                      | Símbolo | Spin | Partículas                  | Fator Multiplicador                                                            |
| ------------------------------ | ------- | ---- | --------------------------- | ------------------------------------------------------------------------------ |
| Linhas Externas                |         | 0    | Bóson de Entrada            | 1                                                                              |
| Linhas Externas                |         | 0    | Bóson de Saída              | 1                                                                              |
| Linhas Externas                |         | 0    | Anti-Bóson de Entrada       | 1                                                                              |
| Linhas Externas                |         | 0    | Anti-Bóson de Saída         | 1                                                                              |
| Linhas Externas                |         | ½    | Férmion de Entrada          | {\displaystyle u}                                                              |
| Linhas Externas                |         | ½    | Férmion de Sáida            | {\displaystyle {\bar {u}}}                                                     |
| Linhas Externas                |         | ½    | Anti-Férmion de Entrada     | {\displaystyle {\bar {v}}}                                                     |
| Linhas Externas                |         | ½    | Anti-Férmion de Saída       | {\displaystyle v}                                                              |
| Linhas Externas                |         | 1    | Fóton de Entrada            | {\displaystyle \epsilon _{\mu }}                                               |
| Linhas Externas                |         | 1    | Fóton de Saída              | {\displaystyle \epsilon _{\mu }^{*}}                                           |
| Propagadores (Linhas Internas) |         | 0    | Bóson                       | {\displaystyle {\frac {i}{q^{2}-m^{2}}}}                                       |
| Propagadores (Linhas Internas) |         | ½    | Férmion                     | {\displaystyle {\frac {i(q\!\!\!/+m)}{q^{2}-m^{2}}}}                           |
| Propagadores (Linhas Internas) |         | 1    | Partícula sem Massa (Fóton) | {\displaystyle {\frac {-ig_{\mu \nu }}{q^{2}}}}                                |
| Propagadores (Linhas Internas) |         | 1    | Partícula com Massa (Bóson) | {\displaystyle {\frac {-i(g_{\mu \nu }-q_{\mu }q_{\nu }/m^{2})}{q^{2}-m^{2}}}} |
| Vértice                        |         |      |                             | {\displaystyle -ig_{e}\gamma ^{\mu }}                                          |

Onde:
- {\displaystyle u} e {\displaystyle v} são os espinores de Dirac, com {\displaystyle u(p)} normalizado: {\displaystyle {\bar {u}}(p)u(p)=2m};
- {\displaystyle \epsilon _{\mu }} é o vetor de polarização circular do fóton;
- {\displaystyle m} é a massa da partícula;
- {\displaystyle i} é a unidade imaginária;
- {\displaystyle q\!\!\!/=\gamma ^{\mu }q_{\mu }} são os quatro momentos {\displaystyle q_{\mu }} e a matriz de Dirac {\displaystyle \gamma ^{\mu }};
- {\displaystyle g_{\mu \nu }} é a métrica de Minkowski;
- {\displaystyle g_{e}} é a carga do elétron.

## Renormalização
A renormalização é uma coleção de técnicas em teoria quântica de campos, teoria estatística de campos e teoria de estruturas geométricas auto semelhantes, que são usadas para tratar infinitos que surgem em quantidades calculadas, alterando os valores dessas quantidades para compensar os efeitos de suas auto interações.

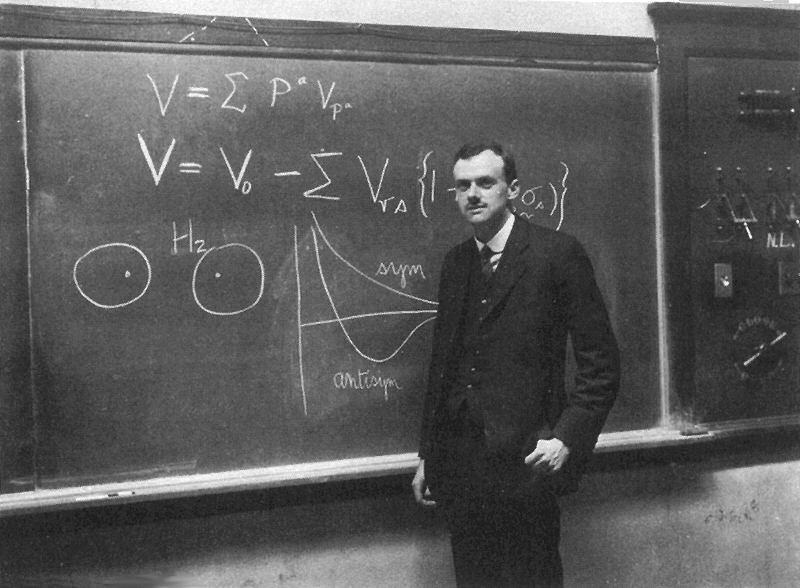
Dirac em seus estudos

A renormalização foi desenvolvida pela primeira vez na eletrodinâmica quântica (EDQ) para dar sentido às integrais infinitas na teoria das perturbações. Inicialmente vista como um procedimento provisório suspeito até mesmo por alguns de seus criadores, a renormalização acabou sendo adotada como um mecanismo real, importante e auto consistente de escala em vários campos da física e da matemática. Apesar do seu ceticismo posterior, foi Paul Dirac o pioneiro da renormalização.
Por volta dos anos de 1930, métodos consistentes com a invariância de gauge foram procurados para quantificar o campo eletromagnético e formular as bases de uma eletrodinâmica quântica. Deste trabalho surgiu uma auto energia divergente para o elétron que não poderia ser tratada de forma tão delicada quanto a da teoria eletromagnética clássica. Os esforços para livrar a eletrodinâmica quântica dessa quantidade infinita começaram seriamente na linha de desenvolvimento iniciada em 1933, quando Dirac inventou um procedimento, aperfeiçoado em 1934 por Heisenberg, para subtrair termos infinitos que ocorrem, por exemplo, no valor de expectativa do vácuo para a densidade de carga. Enquanto a persistência da auto energia infinita do elétron causava o desencanto de Pauli com a eletrodinâmica quântica, Heisenberg continuou a usar técnicas ousadas para eliminar essa quantidade divergente. Este drama emerge da correspondência Heisenberg-Pauli, que desempenha um papel central no ensaio Frame-setting. Assim como as grandes teorias que foram seus ancestrais, para Dirac, Heisenberg e Pauli a eletrodinâmica quântica totalmente desenvolvida não possuiria quantidades infinitas.

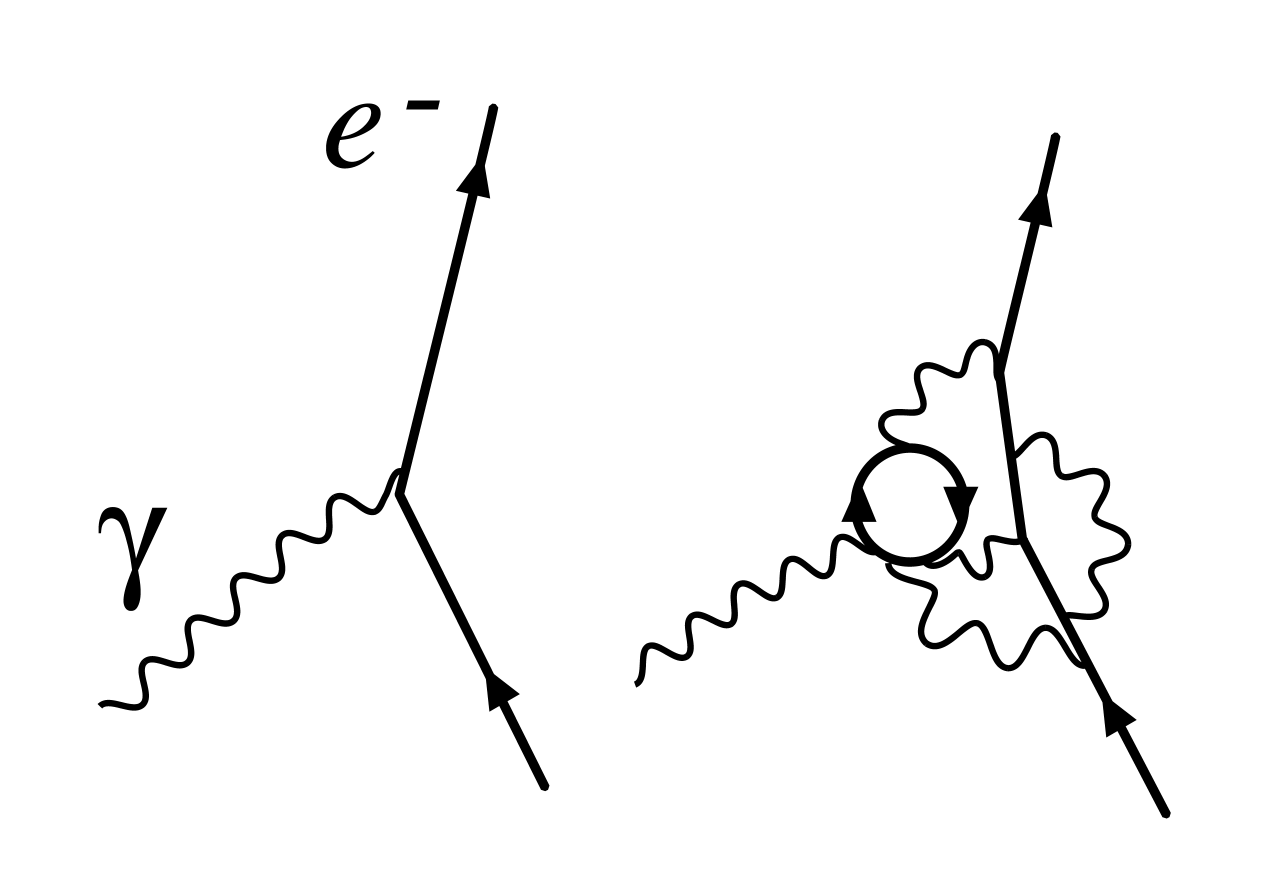
Na esquerda está uma interação elétron-fóton que determina a carga do elétron em um ponto de renormalização. Enquanto na direita, há interações mais complexas que estão envolvidas em outros pontos.

Também na década de 1930, houve casos em que Heisenberg e Pauli sugeriram que a adesão a procedimentos de limite de correspondência foi a fonte de problemas na eletrodinâmica quântica, como a auto energia divergente do elétron, por exemplo, tomando métodos hamiltonianos clássicos como ponto de partida para os cálculos. Heisenberg sugeriu esquemas alternativos que falharam. Então, em 1943, ele formulou a Teoria da matriz S de maneira análoga à maneira como ele inventou a mecânica quântica em 1925. Nessa formulação, Heisenberg procurou construir uma versão da eletrodinâmica quântica baseada apenas em grandezas mensuráveis. Ele esperava que essa teoria fornecesse pistas sobre como lidar com fenômenos que ocorrem em regiões espaciais mais frágeis do que um "comprimento fundamental".
Descobriu-se, posteriormente, que nenhum comprimento fundamental era necessário e que todo o aparato técnico e conceitos básicos para uma eletrodinâmica quântica renormalizada já estavam em vigor na década de 30. Como escreveu Freeman J. Dyson, em 1949, a nova eletrodinâmica quântica na qual a matriz S de Heisenberg desempenha um papel central, quando devidamente reformulada: "Não havendo novas ideias ou técnicas, chega-se a uma matriz S da qual as divergências bem conhecidas parecem ter conspirado para se eliminar".

## Equacionamentos
Matematicamente, a eletrodinâmica quântica tem a estrutura da teoria de calibre do grupo abeliano e possui um grupo de simetria de calibre U(1). O campo de medida da interação entre o campo carregado de spin -1/2 é o campo eletromagnético. Assim, usando o sistema de unidade natural como sendo {\displaystyle c=\hbar =\mu _{0}=1}, o lagrangiano na EDQ que provome a mediação na interação entre vários elétrons ou pósitrons por meio de fótons é dada por:
Onde:
- {\displaystyle \gamma ^{\mu }} são as matrizes de Dirac;
- {\displaystyle \psi } é o campo espinor duplo das partículas de spin 1/2 (como o campo elétron-pósitron);
- {\displaystyle {\bar {\psi }}\equiv \psi ^{\dagger }\gamma ^{0}} é o adjunto de Dirac;
- {\displaystyle D_{\mu }} é a derivada covariante de calibre;
- {\displaystyle i} é a unidade imaginária;
- {\displaystyle m} é a massa do elétron;
- {\displaystyle F_{\mu \nu }=\partial _{\mu }A_{\nu }-\partial _{\nu }A_{\mu }} é o tensor do campo eletromagnético.

### Equação da ação
O lagrangiano EDQ para um campo de spin-1/2 interagindo com o campo eletromagnético em unidades naturais dá origem à ação:
{\displaystyle S_{\text{QED}}=\int d^{4}x\,\left[-{\frac {1}{4}}F^{\mu \nu }F_{\mu \nu }+{\bar {\psi }}\,(i\gamma ^{\mu }D_{\mu }-m)\,\psi \right]}
Onde:
- {\displaystyle D_{\mu }\equiv \partial _{\mu }+ieA_{\mu }+ieB_{\mu }} é a derivada covariante de calibre;
  - {\displaystyle e} é a constante de acoplamento , igual à carga elétrica do campo bispinor;
  - {\displaystyle A_{\mu }} é o quatro potencial covariante do campo eletromagnético gerado pelo próprio elétron. Também é conhecido como campo de calibre ou {\displaystyle U(1)} conexão;
  - {\displaystyle B_{\mu }} é o campo externo imposto pela fonte externa.

A expansão da derivada covariante revela uma segunda forma útil do lagrangiano (campo externo {\displaystyle B_{\mu }} definido como zero para simplificar):
{\displaystyle {\mathcal {L}}=-{\frac {1}{4}}F_{\mu \nu }F^{\mu \nu }+{\bar {\psi }}(i\gamma ^{\mu }\partial _{\mu }-m)\psi -ej^{\mu }A_{\mu }}
Sendo {\displaystyle j^{\mu }} o conservado {\displaystyle U(1)} corrente decorrente do teorema de Noether: {\displaystyle j^{\mu }={\bar {\psi }}\gamma ^{\mu }\psi .}
Expandindo a derivada covariante no lagrangiano é obtida a seguinte expressão:
{\displaystyle {\mathcal {L}}=-{\frac {1}{4}}F_{\mu \nu }F^{\mu \nu }+i{\bar {\psi }}\gamma ^{\mu }\partial _{\mu }\psi -e{\bar {\psi }}\gamma ^{\mu }A_{\mu }\psi -m{\bar {\psi }}\psi }
{\displaystyle =-{\frac {1}{4}}F_{\mu \nu }F^{\mu \nu }+i{\bar {\psi }}\gamma ^{\mu }\partial _{\mu }\psi -m{\bar {\psi }}\psi -ej^{\mu }A_{\mu }.}
E pela simplificação, {\displaystyle B_{\mu }} foi definido como zero. De maneira alternativa, é possível absorver {\displaystyle B_{\mu }} em um novo campo de medição {\displaystyle A'_{\mu }=A_{\mu }+B_{\mu }} e renomear o novo campo como {\displaystyle A_{\mu }}. Dessa forma, a partir deste lagrangiano, as equações de movimento para o campos {\displaystyle \psi } e {\displaystyle A_{\mu }} podem ser obtidas.

### Equação de movimento para Ψ
Essa equação surge de forma mais direta considerando a equação de Euler-Lagrange para {\displaystyle {\bar {\psi }}}, pois como o lagrangiano não contém {\displaystyle \partial _{\mu }{\bar {\psi }}} termos, obtemos imediatamente:
{\displaystyle {\frac {\partial {\mathcal {L}}}{\partial {\bar {\psi }}}}=0}
Permitindo, assim, que a equação do movimento para {\displaystyle \psi } possa ser escrita desta forma:
{\displaystyle (i\gamma ^{\mu }\partial _{\mu }-m)\psi =e\gamma ^{\mu }A_{\mu }\psi .}

### Equação de movimento para Aμ
No equacionamento dessa equação é preciso usar a equação de Euler-Lagrange para o campo {\displaystyle A_{\mu }}:
{\displaystyle \partial _{\nu }\left({\frac {\partial {\mathcal {L}}}{\partial (\partial _{\nu }A_{\mu })}}\right)-{\frac {\partial {\mathcal {L}}}{\partial A_{\mu }}}=0,}
Com as derivadas sendo:
{\displaystyle \partial _{\nu }\left({\frac {\partial {\mathcal {L}}}{\partial (\partial _{\nu }A_{\mu })}}\right)=\partial _{\nu }\left(\partial ^{\mu }A^{\nu }-\partial ^{\nu }A^{\mu }\right)}
{\displaystyle {\frac {\partial {\mathcal {L}}}{\partial A_{\mu }}}=-e{\bar {\psi }}\gamma ^{\mu }\psi .}
E substituindo esses dois termos de volta na equação de Euler-Lagrange trabalhada anteriormente é possível obter:
{\displaystyle \partial _{\mu }F^{\mu \nu }=e{\bar {\psi }}\gamma ^{\nu }\psi }
Que também pode ser escrito em termos de {\displaystyle j^{\mu }} da seguinte forma:
{\displaystyle \partial _{\mu }F^{\mu \nu }=ej^{\nu }.}
Agora, se a condição de calibre de Lorenz é adotada, pode-se obter:
{\displaystyle \partial _{\mu }A^{\mu }=0,}
E as equações se reduzem a:
{\displaystyle \Box A^{\mu }=ej^{\mu }}
Onde:
- {\displaystyle \Box } representa o Operador de d'Alembert.

Assim, é possível alcançar uma equação de onda para o quatro potencial, sendo a versão da eletrodinâmica quântica das equações clássicas de Maxwell no medidor de Lorenz. 

## Livros recomendados
- Atkins, P.W.; Fridman, R.S. (1997). Molecular Quantum Mechanics (em inglês). [S.l.]: Oxford University;
- Levine, I.N. (1983). Quantum Chemistry (em inglês). [S.l.]: Boston, Allyn and Bacon;
- Diu, F.Laloe (1983). Quantum mechanics, vol. 1 (em inglês). [S.l.]: Wiley Interscience;
- Sakurai, Jun John (1967). Advanced Quantum Mechanics--Another Issue (em inglês). [S.l.]: Addison-Wesley Publishing Company;
- Sakurai, Jun Jon; Napolitano, Jim (2013). Mecânica Quântica Moderna. Porto Alegre: Bookman. 548 páginas. ISBN 9788565837095;
- Berestetskii, V. B.; Lifshitz, E. M.; Pitaevskii, L. P. (1982). Course of Theoretical Physics, Volume 4: Quantum Electrodynamics. [S.l.: s.n.] ISBN 978-0-7506-3371-0;
- De Broglie, L. (1925). Recherches sur la theorie des quanta [Research on quantum theory]. France: Wiley-Interscience
- Feynman, R.P. (1998). Quantum Electrodynamics. [S.l.]: Westview Press. ISBN 978-0-201-36075-2;
- Greiner, W.; Bromley, D. A.; Müller, B. (2000). Gauge Theory of Weak Interactions. [S.l.]: Springer. ISBN 978-3-540-67672-0;
- Jauch, J. M.; Rohrlich, F. (1980). The Theory of Photons and Electrons. [S.l.]: Springer-Verlag. ISBN 978-0-387-07295-1;
- Kane, G. L. (1993). Modern Elementary Particle Physics. [S.l.]: Westview Press. ISBN 978-0-201-62460-1;
- Miller, A. I. (1995). Early Quantum Electrodynamics: A Sourcebook. [S.l.]: Cambridge University Press. ISBN 978-0-521-56891-3;
- Milonni, P. W. (1994). The Quantum Vacuum: An Introduction to Quantum Electrodynamics. Boston: Academic Press. ISBN 0124980805. LCCN 93029780. OCLC 422797902;
- Schweber, S. S. (1994). QED and the Men Who Made It. [S.l.]: Princeton University Press. ISBN 978-0-691-03327-3;
- Schwinger, J. (1958). Selected Papers on Quantum Electrodynamics. [S.l.]: Dover Publications. ISBN 978-0-486-60444-2;
- Tannoudji-Cohen, C.; Dupont-Roc, Jacques; Grynberg, Gilbert (1997). Photons and Atoms: Introduction to Quantum Electrodynamics. [S.l.]: Wiley-Interscience. ISBN 978-0-471-18433-1